# Szlak pentozofosforanowy
Szlak pentozofosforanowy (szlak heksozomonofosforanowy, szlak fosfoglukonianowy, cykl pentozofosforanowy) – ciąg reakcji biochemicznych, podczas których glukozo-6-fosforan jest utleniany do rybulozo-5-fosforanu oraz wytwarzany jest NADPH. Głównym celem jest dostarczanie komórce NADPH niezbędnego do przeprowadzania reakcji redukcji w cytoplazmie oraz synteza pentoz.
Reakcje szlaku zachodzą w cytozolu, przede wszystkim tkanki tłuszczowej, gruczołów mlekowych, wątroby, erytrocytów, jąder i kory nadnerczy oraz cytoplazmie i plastydach komórek roślinnych. Opisane poniżej reakcje nazywane są oksydacyjnym szlakiem pentozofosforanowym. Te same enzymy wykorzystywane są w szlaku określanym jako redukcyjny szlak pentozofosforanowy, służącym do odtworzenia z aldehydu fosfoglicerynowego rybulozo-1,5-bisfosforanu w fazie regeneracyjnej cyklu Calvina, zachodzącej w fotosyntetyzujących komórkach roślinnych. Wykorzystanie tych samych enzymów w cyklach reakcji o różnym efekcie końcowym pokazuje swoistą oszczędność ewolucji.
Sumaryczna reakcja szlaku:
glukozo-6-fosforan + 2 NADP+ + H2O → rybozo-5-fosforan + 2 NADPH + 2 H+ + CO2

## Przebieg szlaku
W przebiegu szlaku pentozofosforanowego można wyróżnić dwie fazy. Pierwsza – faza oksydacyjna, podczas której powstaje NADPH oraz druga – faza nieoksydacyjna, podczas której powstają pentozy oraz cukry o 3, 4 i 7 atomach węgla.

### Faza oksydacyjna
Podczas tej fazy glukozo-6-fosforan zostaje przekształcony w rybulozo-5-fosforan. Jednocześnie dwie cząsteczki NADP+ zostają zredukowanie do NADPH+H+.

Faza oksydacyjna szlaku pentozofosforanowego

| Substraty                     | Produkty                               | Enzym                               | Opis |
| Glukozo-6-fosforan + NADP+    | → 6-fosfoglukono-δ-lakton + NADPH+H+   | dehydrogenaza glukozo-6-fosforanowa | Utlenienie. Grupa hydroksylowa przy węglu 1 zostaje przekształcona w grupę ketonową, jednocześnie powstaje NADPH+H+.                                                    |
| 6-fosfoglukono-δ-lakton + H2O | → 6-fosfoglukonian + H+                | 6-glukonolaktonaza                  | Hydroliza |
| 6-fosfoglukonian + NADP+      | → rybulozo-5-fosforan + NADPH+H+ + CO2 | dehydrogenaza 6-fosfoglukonianowa   | Oksydacyjna dekarboksylacja. Przyjmując elektron NADP+ przekształca się w następną cząsteczkę NADPH+H+. Jednocześnie 6-węglowy łańcuch zostaje skrócony do 5-węglowego. |

### Faza nieoksydacyjna
Podczas tej fazy rybulozo-5-fosforan zostaje przekształcony w rybozo-5-fosforan lub ulega wieloetapowym przekształceniom w metabolity glikolizy.
| Substraty                                             | Produkty                                                | Enzym                        | Opis         |
| rybulozo-5-fosforan                                   | → rybozo-5-fosforan                                     | izomeraza pentozofosforanowa | izomeryzacja |
| rybulozo-5-fosforan                                   | → ksylulozo-5-fosforan                                  | epimeraza pentozofosforanowa | epimeryzacja |
| ksylulozo-5-fosforan + rybozo-5-fosforan              | → aldehyd 3-fosfoglicerynowy + sedoheptulozo-7-fosforan | transketolaza                |              |
| sedoheptulozo-7-fosforan + aldehyd 3-fosfoglicerynowy | → erytrozo-4-fosforan + fruktozo-6-fosforan             | transaldolaza                |              |
| ksylulozo-5-fosforan + erytrozo-4-fosforan            | → aldehyd 3-fosfoglicerynowy + fruktozo-6-fosforan      | transketolaza                |              |

Faza nieoksydacyjna szlaku pentozofosforanowego

Reakcje tego etapu są odwracalne. Jeśli zapotrzebowanie w komórce na NADPH jest większe niż na rybozo-5-fosforan, zostaje on przekształcony we fruktozo-6-fosforan i aldehyd 3-fosfoglicerynowy, które są metabolitami glikolizy, zgodnie z przedstawionymi reakcjami.
Jeśli natomiast zapotrzebowanie na rybozo-5-fosforan jest znacznie większe niż na NADPH, transketolaza i transaldolaza przekształcają fruktozo-6-fosforan i aldehyd 3-fosfoglicerynowy, pobrane z glikolizy, w rybozo-5-fosforan.

## Funkcje w metabolizmie
Szlak pentozofosforanowy spełnia kilka funkcji w metabolizmie komórek:
1. Rybozo-5-fosforan jest wykorzystywany do syntezy nukleotydów budujących RNA oraz jest prekursorem deoksyrybozy wchodzącej w skład nukleotydów budujących DNA
2. NADPH służy jako reduktor w wielu reakcjach biosyntezy zachodzących w cytozolu. Bierze udział w syntezie steroidów w komórkach nadnerczy, jąder i jajników oraz w syntezie kwasów tłuszczowych w komórkach wątroby, tkance tłuszczowej i gruczołach mlecznych (w czasie laktacji, ponieważ poza okresem laktacji gruczoły mleczne przeprowadzają szlak pentozofosforanowy w niewielkim stopniu).
3. W krwinkach czerwonych, nieposiadających mitochondriów, jest jedynym sposobem na wytworzenie siły redukcyjnej w postaci NADPH niezbędnej do redukowania glutationu i ochrony komórki w stresie oksydacyjnym.
4. W komórkach roślinnych erytrozo-4-fosforan bierze udział w syntezie aminokwasów aromatycznych, lignin, związków fenolowych i flawonoidów.
5. W warunkach wysokiego zapotrzebowania na siłę redukcyjną (NADPH) i ATP zwiększa produkcję metabolitów glikolizy, zwiększając wydajność tego procesu.

## Szlak pentozofosforanowy a malaria
Zauważono, że genetycznie uwarunkowany niedobór dehydrogenazy glukozo-6-fosforanowej występuje znacznie częściej u Amerykanów pochodzenia afrykańskiego (11%) niż Amerykanów pochodzących z innych kontynentów. Zostało wykazane, że niedobór enzymu szlaku pentozofosforanowego jest czynnikiem chroniącym przed malarią. Pasożyt – Plasmodium falciparum – wywołujący chorobę do rozwoju potrzebuje glutationu, będącego metabolitem opisanego powyżej szlaku.